# Alfonso XIII Club de Fútbol
El Alfonso XIII Club de Fútbol fue un equipo de fútbol español de la ciudad de Pontevedra, en Galicia. Se fundó en 1920 y desapareció en 1941, cuando se fusionó con el Eiriña Club de Fútbol para formar el Pontevedra Club de Fútbol.

## Historia

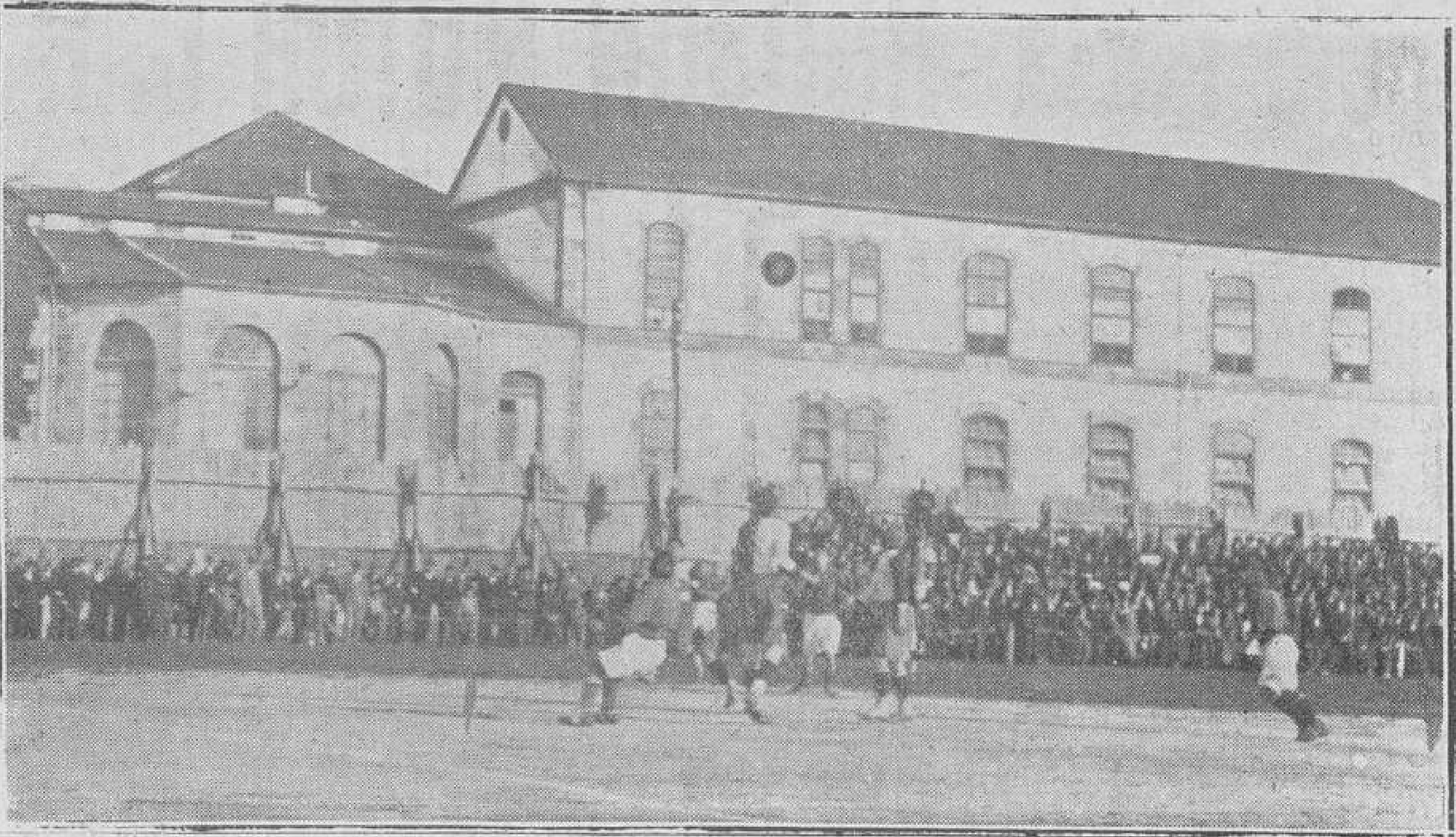
Partido entre el Alfonso XIII y el Acero Club de Olabeaga disputado el 31 de marzo de 1924 en el Campo do Progreso.

El Alfonso XIII Foot-ball Club se fundó en 1920 y se inscribió en el Registro de Asociaciones de la provincia el 12 de febrero de 1921 tras la pertinente presentación de su reglamento. Su uniforme era camiseta a rayas blancas y rojas y pantalón negro y jugaba sus partidos como local en el Campo do Burgo. El club militó en la Serie B del Campeonato de Galicia, y a lo largo de la década de 1920 fue tres veces campeón de la Serie B.
Con la llegada de la Segunda República Española en el año 1931 el club cambia su nombre por el de Pontevedra Sport Club. Con el comienzo de la guerra civil española se suspendieron las competiciones oficiales, aunque en Galicia siguió celebrándose con normalidad el Campeonato Gallego y el equipo pontevedrés siguió en activo y se reorganizó tras el remate de la contienda. Pasó a competir en la segunda categoría del Campeonato Gallego en 1939-40 y se estrenó en la categoría regional de la liga española en 1940-41, quedando tercero en el Grupo Sur gallego tras Club Vigués y Club Arosa.
A comienzos de 1941, en aplicación del decreto gubernativo de prohibición de nombres de origen extranjero en los rótulos y negocios, la FEF obligó a los clubes que tuvieran términos de esas características (Sporting, Foot-Ball Club, Racing, Athletic, Sport Club, Sportivo/a, Stadium, etc.) a cambiarlos antes del 1 de febrero de 1941 bajo pena de sanción. El club alfonsista, de ese modo, pasó a llamarse Alfonso XIII Club de Fútbol.
En la ciudad de Pontevedra también existía otro club, el Eiriña Club de Fútbol, fundado en 1921, poco después del Alfonso XIII. El cuadro eiriñista competía casi siempre en la primera categoría del Campeonato de Galicia junto a los grandes equipos de la comunidad. De ese modo, el equipo alfonsista fue el segundo de la ciudad, dado que el Eiriña tenía un mayor nivel deportivo.
El 16 de octubre de 1941 se llevó a cabo la fusión de los dos equipos para dar lugar al actual Pontevedra Club de Fútbol, con uniforme granate con pantalón blanco como indumentaria (el pantalón después pasó a ser azul). Fernando Ponte Conde fue el primer presidente de la nueva entidad.

## Palmarés
- Campeonato de Galicia de la Serie B (1): 1923-24, 1924-25, 1927-28